# Amherst 40
Amherst 40 – samochód osobowy produkowany przez kanadyjskie przedsiębiorstwo motoryzacyjne Amherst w latach 1911-1912.

## Dane techniczne Amherst 40

### Silnik
- Układ zasilania: b.d.
- Średnica cylindra × skok tłoka: b.d.
- Stopień sprężania: b.d.
- Moc maksymalna: 40 KM (29 kW)[1]
- Maksymalny moment obrotowy: b.d.

### Osiągi
- Przyspieszenie 0–80 km/h: b.d.
- Przyspieszenie 0–100 km/h: b.d.
- Prędkość maksymalna: b.d.